# MN Весов
MN Весов (лат. MN Librae) — одиночная переменная звезда в созвездии Весов на расстоянии (вычисленном из значения параллакса) приблизительно 23894 световых лет (около 7326 парсеков) от Солнца. Видимая звёздная величина звезды — от +19,3m до +18,2m.

## Характеристики
MN Весов — белая пульсирующая переменная звезда типа RR Лиры (RRAB) спектрального класса A. Эффективная температура — около 7583 К.